# Rocznik Historyczno-Archiwalny
Rocznik Historyczno-Archiwalny – rocznik wydawany nieregularnie od 1979 roku przez Archiwum Państwowe w Przemyślu. Publikuje artykuły naukowe z zakresu historii i archiwistyki.